# 伊東優作
伊東 優作（いとう ゆうさく、1992年2月3日 - ）は、日本のプロレスラー。

## 来歴
2012年5月6日、DEP愛知・刈谷アイリスホール大会にて杉浦透を相手にデビュー。
デビュー直後に病を患い、約2年間の長期欠場に入る。
2021年12月、DEPを退団し、ダブプロレスへの入団を発表。
2023年、デスマッチに本格参入し、大日本プロレス、プロレスリングFREEDOMSの両団体で活躍する。

## 得意技
煩悩ドライバー
鬼丸
PK
蛸墨
蛸固め

## 入場曲
- 「伊東優作」（違氷菓）

## タイトル歴
DEP
- DEP無差別級王座（第10代）
- DEPタッグ王座（第10代）（パートナーはTAMURA）

ダブプロレス
- DOVEタッグ王座（第14代）（パートナーはグンソ）

プロレスリングHEAT-UP
- HEAT-UPユニバーサルタッグ王座（第7代）（パートナーは定アキラ）